# 1584
Portal Geschichte | Portal Biografien | Aktuelle Ereignisse | Jahreskalender | Tagesartikel

◄ |
15. Jahrhundert |
16. Jahrhundert
| 17. Jahrhundert | ►

◄ |
1550er |
1560er |
1570er |
1580er
| 1590er | 1600er | 1610er | ►

◄◄ |
◄ |
1580 |
1581 |
1582 |
1583 |
1584
| 1585 | 1586 | 1587 | 1588 | ► | ►►
Staatsoberhäupter  · Nekrolog   · Musikjahr
| Januar | Januar | Januar | Januar | Januar | Januar | Januar | Januar |
| Kw     | Mo     | Di     | Mi     | Do     | Fr     | Sa     | So     |
| ------ | ------ | ------ | ------ | ------ | ------ | ------ | ------ |
| 52     |        |        |        |        |        |        | 1      |
| 1      | 2      | 3      | 4      | 5      | 6      | 7      | 8      |
| 2      | 9      | 10     | 11     | 12     | 13     | 14     | 15     |
| 3      | 16     | 17     | 18     | 19     | 20     | 21     | 22     |
| 4      | 23     | 24     | 25     | 26     | 27     | 28     | 29     |
| 5      | 30     | 31     |        |        |        |        |        |

| Februar | Februar | Februar | Februar | Februar | Februar | Februar | Februar |
| Kw      | Mo      | Di      | Mi      | Do      | Fr      | Sa      | So      |
| ------- | ------- | ------- | ------- | ------- | ------- | ------- | ------- |
| 5       |         |         | 1       | 2       | 3       | 4       | 5       |
| 6       | 6       | 7       | 8       | 9       | 10      | 11      | 12      |
| 7       | 13      | 14      | 15      | 16      | 17      | 18      | 19      |
| 8       | 20      | 21      | 22      | 23      | 24      | 25      | 26      |
| 9       | 27      | 28      | 29      |         |         |         |         |

| März | März | März | März | März | März | März | März |
| Kw   | Mo   | Di   | Mi   | Do   | Fr   | Sa   | So   |
| ---- | ---- | ---- | ---- | ---- | ---- | ---- | ---- |
| 9    |      |      |      | 1    | 2    | 3    | 4    |
| 10   | 5    | 6    | 7    | 8    | 9    | 10   | 11   |
| 11   | 12   | 13   | 14   | 15   | 16   | 17   | 18   |
| 12   | 19   | 20   | 21   | 22   | 23   | 24   | 25   |
| 13   | 26   | 27   | 28   | 29   | 30   | 31   |      |

| April | April | April | April | April | April | April | April |
| Kw    | Mo    | Di    | Mi    | Do    | Fr    | Sa    | So    |
| ----- | ----- | ----- | ----- | ----- | ----- | ----- | ----- |
| 13    |       |       |       |       |       |       | 1     |
| 14    | 2     | 3     | 4     | 5     | 6     | 7     | 8     |
| 15    | 9     | 10    | 11    | 12    | 13    | 14    | 15    |
| 16    | 16    | 17    | 18    | 19    | 20    | 21    | 22    |
| 17    | 23    | 24    | 25    | 26    | 27    | 28    | 29    |
| 18    | 30    |       |       |       |       |       |       |

| Mai | Mai | Mai | Mai | Mai | Mai | Mai | Mai |
| Kw  | Mo  | Di  | Mi  | Do  | Fr  | Sa  | So  |
| --- | --- | --- | --- | --- | --- | --- | --- |
| 18  |     | 1   | 2   | 3   | 4   | 5   | 6   |
| 19  | 7   | 8   | 9   | 10  | 11  | 12  | 13  |
| 20  | 14  | 15  | 16  | 17  | 18  | 19  | 20  |
| 21  | 21  | 22  | 23  | 24  | 25  | 26  | 27  |
| 22  | 28  | 29  | 30  | 31  |     |     |     |

| Juni | Juni | Juni | Juni | Juni | Juni | Juni | Juni |
| Kw   | Mo   | Di   | Mi   | Do   | Fr   | Sa   | So   |
| ---- | ---- | ---- | ---- | ---- | ---- | ---- | ---- |
| 22   |      |      |      |      | 1    | 2    | 3    |
| 23   | 4    | 5    | 6    | 7    | 8    | 9    | 10   |
| 24   | 11   | 12   | 13   | 14   | 15   | 16   | 17   |
| 25   | 18   | 19   | 20   | 21   | 22   | 23   | 24   |
| 26   | 25   | 26   | 27   | 28   | 29   | 30   |      |

| Juli | Juli | Juli | Juli | Juli | Juli | Juli | Juli |
| Kw   | Mo   | Di   | Mi   | Do   | Fr   | Sa   | So   |
| ---- | ---- | ---- | ---- | ---- | ---- | ---- | ---- |
| 26   |      |      |      |      |      |      | 1    |
| 27   | 2    | 3    | 4    | 5    | 6    | 7    | 8    |
| 28   | 9    | 10   | 11   | 12   | 13   | 14   | 15   |
| 29   | 16   | 17   | 18   | 19   | 20   | 21   | 22   |
| 30   | 23   | 24   | 25   | 26   | 27   | 28   | 29   |
| 31   | 30   | 31   |      |      |      |      |      |

| August | August | August | August | August | August | August | August |
| Kw     | Mo     | Di     | Mi     | Do     | Fr     | Sa     | So     |
| ------ | ------ | ------ | ------ | ------ | ------ | ------ | ------ |
| 31     |        |        | 1      | 2      | 3      | 4      | 5      |
| 32     | 6      | 7      | 8      | 9      | 10     | 11     | 12     |
| 33     | 13     | 14     | 15     | 16     | 17     | 18     | 19     |
| 34     | 20     | 21     | 22     | 23     | 24     | 25     | 26     |
| 35     | 27     | 28     | 29     | 30     | 31     |        |        |

| September | September | September | September | September | September | September | September |
| Kw        | Mo        | Di        | Mi        | Do        | Fr        | Sa        | So        |
| --------- | --------- | --------- | --------- | --------- | --------- | --------- | --------- |
| 35        |           |           |           |           |           | 1         | 2         |
| 36        | 3         | 4         | 5         | 6         | 7         | 8         | 9         |
| 37        | 10        | 11        | 12        | 13        | 14        | 15        | 16        |
| 38        | 17        | 18        | 19        | 20        | 21        | 22        | 23        |
| 39        | 24        | 25        | 26        | 27        | 28        | 29        | 30        |

| Oktober | Oktober | Oktober | Oktober | Oktober | Oktober | Oktober | Oktober |
| Kw      | Mo      | Di      | Mi      | Do      | Fr      | Sa      | So      |
| ------- | ------- | ------- | ------- | ------- | ------- | ------- | ------- |
| 40      | 1       | 2       | 3       | 4       | 5       | 6       | 7       |
| 41      | 8       | 9       | 10      | 11      | 12      | 13      | 14      |
| 42      | 15      | 16      | 17      | 18      | 19      | 20      | 21      |
| 43      | 22      | 23      | 24      | 25      | 26      | 27      | 28      |
| 44      | 29      | 30      | 31      |         |         |         |         |

| November | November | November | November | November | November | November | November |
| Kw       | Mo       | Di       | Mi       | Do       | Fr       | Sa       | So       |
| -------- | -------- | -------- | -------- | -------- | -------- | -------- | -------- |
| 44       |          |          |          | 1        | 2        | 3        | 4        |
| 45       | 5        | 6        | 7        | 8        | 9        | 10       | 11       |
| 46       | 12       | 13       | 14       | 15       | 16       | 17       | 18       |
| 47       | 19       | 20       | 21       | 22       | 23       | 24       | 25       |
| 48       | 26       | 27       | 28       | 29       | 30       |          |          |

| Dezember | Dezember | Dezember | Dezember | Dezember | Dezember | Dezember | Dezember |
| Kw       | Mo       | Di       | Mi       | Do       | Fr       | Sa       | So       |
| -------- | -------- | -------- | -------- | -------- | -------- | -------- | -------- |
| 48       |          |          |          |          |          | 1        | 2        |
| 49       | 3        | 4        | 5        | 6        | 7        | 8        | 9        |
| 50       | 10       | 11       | 12       | 13       | 14       | 15       | 16       |
| 51       | 17       | 18       | 19       | 20       | 21       | 22       | 23       |
| 52       | 24       | 25       | 26       | 27       | 28       | 29       | 30       |
| 1        | 31       |          |          |          |          |          |          |

| Januar | Januar | Januar | Januar | Januar | Januar | Januar | Januar |
| Kw     | Mo     | Di     | Mi     | Do     | Fr     | Sa     | So     |
| ------ | ------ | ------ | ------ | ------ | ------ | ------ | ------ |
| 52     |        |        |        |        |        |        | 1      |
| 1      | 2      | 3      | 4      | 5      | 6      | 7      | 8      |
| 2      | 9      | 10     | 11     | 12     | 13     | 14     | 15     |
| 3      | 16     | 17     | 18     | 19     | 20     | 21     | 22     |
| 4      | 23     | 24     | 25     | 26     | 27     | 28     | 29     |
| 5      | 30     | 31     |        |        |        |        |        |

| Februar | Februar | Februar | Februar | Februar | Februar | Februar | Februar |
| Kw      | Mo      | Di      | Mi      | Do      | Fr      | Sa      | So      |
| ------- | ------- | ------- | ------- | ------- | ------- | ------- | ------- |
| 5       |         |         | 1       | 2       | 3       | 4       | 5       |
| 6       | 6       | 7       | 8       | 9       | 10      | 11      | 12      |
| 7       | 13      | 14      | 15      | 16      | 17      | 18      | 19      |
| 8       | 20      | 21      | 22      | 23      | 24      | 25      | 26      |
| 9       | 27      | 28      | 29      |         |         |         |         |

| März | März | März | März | März | März | März | März |
| Kw   | Mo   | Di   | Mi   | Do   | Fr   | Sa   | So   |
| ---- | ---- | ---- | ---- | ---- | ---- | ---- | ---- |
| 9    |      |      |      | 1    | 2    | 3    | 4    |
| 10   | 5    | 6    | 7    | 8    | 9    | 10   | 11   |
| 11   | 12   | 13   | 14   | 15   | 16   | 17   | 18   |
| 12   | 19   | 20   | 21   | 22   | 23   | 24   | 25   |
| 13   | 26   | 27   | 28   | 29   | 30   | 31   |      |

| April | April | April | April | April | April | April | April |
| Kw    | Mo    | Di    | Mi    | Do    | Fr    | Sa    | So    |
| ----- | ----- | ----- | ----- | ----- | ----- | ----- | ----- |
| 13    |       |       |       |       |       |       | 1     |
| 14    | 2     | 3     | 4     | 5     | 6     | 7     | 8     |
| 15    | 9     | 10    | 11    | 12    | 13    | 14    | 15    |
| 16    | 16    | 17    | 18    | 19    | 20    | 21    | 22    |
| 17    | 23    | 24    | 25    | 26    | 27    | 28    | 29    |
| 18    | 30    |       |       |       |       |       |       |

| Mai | Mai | Mai | Mai | Mai | Mai | Mai | Mai |
| Kw  | Mo  | Di  | Mi  | Do  | Fr  | Sa  | So  |
| --- | --- | --- | --- | --- | --- | --- | --- |
| 18  |     | 1   | 2   | 3   | 4   | 5   | 6   |
| 19  | 7   | 8   | 9   | 10  | 11  | 12  | 13  |
| 20  | 14  | 15  | 16  | 17  | 18  | 19  | 20  |
| 21  | 21  | 22  | 23  | 24  | 25  | 26  | 27  |
| 22  | 28  | 29  | 30  | 31  |     |     |     |

| Juni | Juni | Juni | Juni | Juni | Juni | Juni | Juni |
| Kw   | Mo   | Di   | Mi   | Do   | Fr   | Sa   | So   |
| ---- | ---- | ---- | ---- | ---- | ---- | ---- | ---- |
| 22   |      |      |      |      | 1    | 2    | 3    |
| 23   | 4    | 5    | 6    | 7    | 8    | 9    | 10   |
| 24   | 11   | 12   | 13   | 14   | 15   | 16   | 17   |
| 25   | 18   | 19   | 20   | 21   | 22   | 23   | 24   |
| 26   | 25   | 26   | 27   | 28   | 29   | 30   |      |

| Juli | Juli | Juli | Juli | Juli | Juli | Juli | Juli |
| Kw   | Mo   | Di   | Mi   | Do   | Fr   | Sa   | So   |
| ---- | ---- | ---- | ---- | ---- | ---- | ---- | ---- |
| 26   |      |      |      |      |      |      | 1    |
| 27   | 2    | 3    | 4    | 5    | 6    | 7    | 8    |
| 28   | 9    | 10   | 11   | 12   | 13   | 14   | 15   |
| 29   | 16   | 17   | 18   | 19   | 20   | 21   | 22   |
| 30   | 23   | 24   | 25   | 26   | 27   | 28   | 29   |
| 31   | 30   | 31   |      |      |      |      |      |

| August | August | August | August | August | August | August | August |
| Kw     | Mo     | Di     | Mi     | Do     | Fr     | Sa     | So     |
| ------ | ------ | ------ | ------ | ------ | ------ | ------ | ------ |
| 31     |        |        | 1      | 2      | 3      | 4      | 5      |
| 32     | 6      | 7      | 8      | 9      | 10     | 11     | 12     |
| 33     | 13     | 14     | 15     | 16     | 17     | 18     | 19     |
| 34     | 20     | 21     | 22     | 23     | 24     | 25     | 26     |
| 35     | 27     | 28     | 29     | 30     | 31     |        |        |

| September | September | September | September | September | September | September | September |
| Kw        | Mo        | Di        | Mi        | Do        | Fr        | Sa        | So        |
| --------- | --------- | --------- | --------- | --------- | --------- | --------- | --------- |
| 35        |           |           |           |           |           | 1         | 2         |
| 36        | 3         | 4         | 5         | 6         | 7         | 8         | 9         |
| 37        | 10        | 11        | 12        | 13        | 14        | 15        | 16        |
| 38        | 17        | 18        | 19        | 20        | 21        | 22        | 23        |
| 39        | 24        | 25        | 26        | 27        | 28        | 29        | 30        |

| Oktober | Oktober | Oktober | Oktober | Oktober | Oktober | Oktober | Oktober |
| Kw      | Mo      | Di      | Mi      | Do      | Fr      | Sa      | So      |
| ------- | ------- | ------- | ------- | ------- | ------- | ------- | ------- |
| 40      | 1       | 2       | 3       | 4       | 5       | 6       | 7       |
| 41      | 8       | 9       | 10      | 11      | 12      | 13      | 14      |
| 42      | 15      | 16      | 17      | 18      | 19      | 20      | 21      |
| 43      | 22      | 23      | 24      | 25      | 26      | 27      | 28      |
| 44      | 29      | 30      | 31      |         |         |         |         |

| November | November | November | November | November | November | November | November |
| Kw       | Mo       | Di       | Mi       | Do       | Fr       | Sa       | So       |
| -------- | -------- | -------- | -------- | -------- | -------- | -------- | -------- |
| 44       |          |          |          | 1        | 2        | 3        | 4        |
| 45       | 5        | 6        | 7        | 8        | 9        | 10       | 11       |
| 46       | 12       | 13       | 14       | 15       | 16       | 17       | 18       |
| 47       | 19       | 20       | 21       | 22       | 23       | 24       | 25       |
| 48       | 26       | 27       | 28       | 29       | 30       |          |          |

| Dezember | Dezember | Dezember | Dezember | Dezember | Dezember | Dezember | Dezember |
| Kw       | Mo       | Di       | Mi       | Do       | Fr       | Sa       | So       |
| -------- | -------- | -------- | -------- | -------- | -------- | -------- | -------- |
| 48       |          |          |          |          |          | 1        | 2        |
| 49       | 3        | 4        | 5        | 6        | 7        | 8        | 9        |
| 50       | 10       | 11       | 12       | 13       | 14       | 15       | 16       |
| 51       | 17       | 18       | 19       | 20       | 21       | 22       | 23       |
| 52       | 24       | 25       | 26       | 27       | 28       | 29       | 30       |
| 1        | 31       |          |          |          |          |          |          |

## Ereignisse

### Politik und Weltgeschehen

#### Heiliges Römisches Reich
- 2. Januar: Im Truchsessischen Krieg erleidet die protestantische Seite in der Schlacht an der Agger eine Niederlage. Ein Hinterhalt spanisch-bayerischer Truppen führt zu großen Verlusten bei den Verbündeten des zum protestantischen Glauben konvertierten Kölner Kurfürsten Gebhard I. von Waldburg.

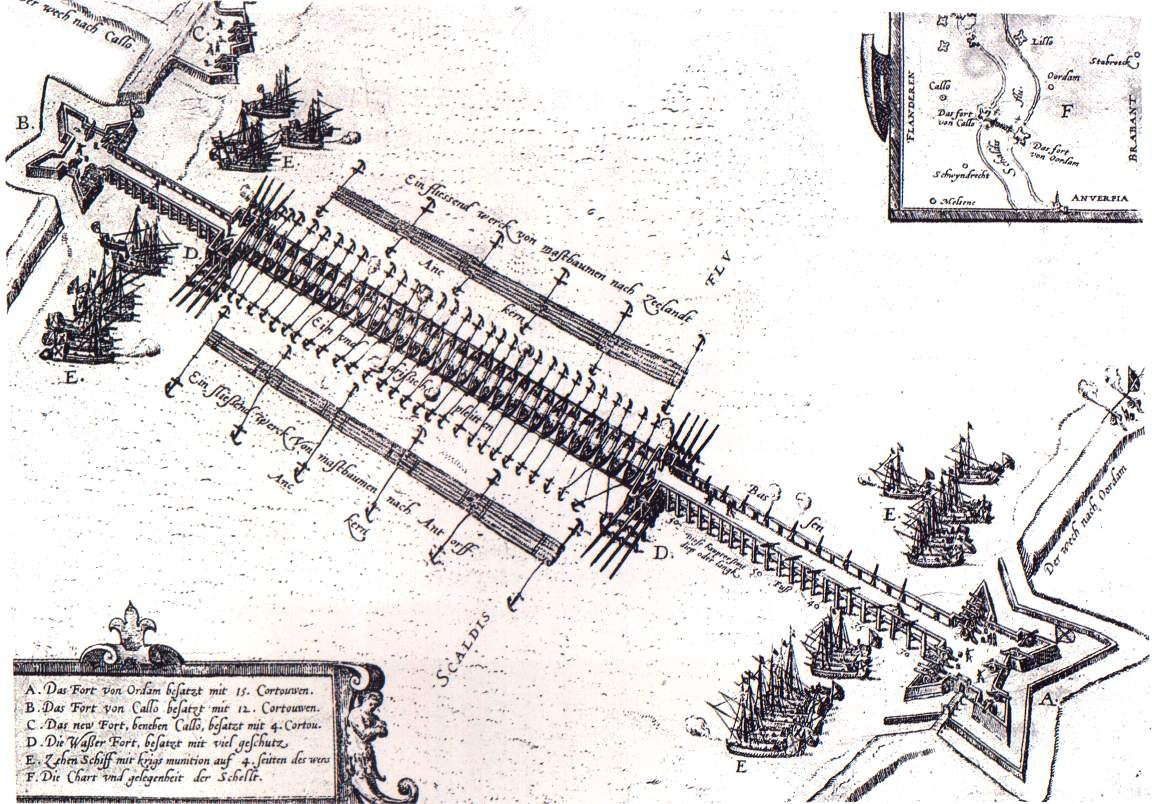
Die Schiffbrücke über die Schelde

- Am 3. Juli beginnt die rund einjährige Belagerung von Antwerpen durch Alexander Farnese, den neuen Statthalter des spanischen Königs Philipp II. in den Niederlanden. Er versucht dafür, die Schelde unterhalb Antwerpens durch eine Schiffbrücke gänzlich zu sperren.

#### Russland
- Iwan IV. lässt in der Mündungsbucht an der Nördlichen Dwina beim Erzengel-Michael-Kloster einen befestigten Hafen für den Außenhandel mit Westeuropa anlegen. In Anlehnung an den Namen des Stadtklosters wird der Ort Nowocholmogory später Archangelsk genannt.
- 28. März: Iwan IV. stirbt im Alter von 53 Jahren. Sofort nach seinem Tode entbrennt der Machtkampf um die Nachfolge.
- 31. Mai: Nach dem Tod von Zar Iwan IV. „dem Schrecklichen“ kommt sein geisteskranker Sohn Fjodor an die Macht. Die Regierungsgeschäfte führt Boris Godunow.

#### Achtzigjähriger Krieg

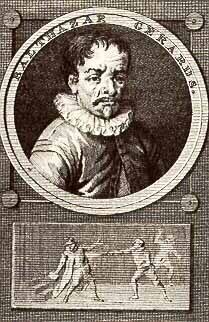
Balthasar Gerard und die Ermordung Wilhelms von Oranien

- 10. Juli: Der katholische Fanatiker Balthasar Gérard ermordet Wilhelm I. von Oranien-Nassau. Er wird am 13. Juli durch Vierteilung hingerichtet. König Philipp II. von Spanien erhebt hingegen die ganze Familie des Mörders in den Adelsstand und schenkt ihr die Güter Oraniens in der Franche-Comté.

#### Amerika

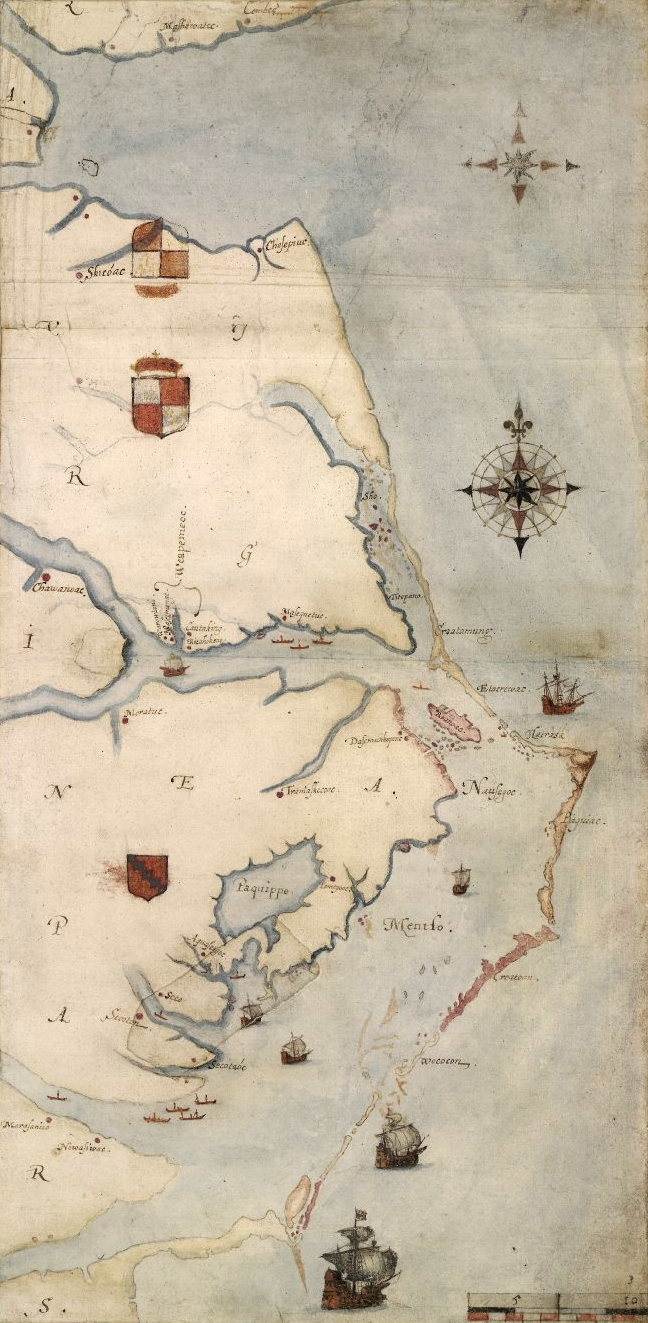
Karte Nordamerikas von 1584 (Chesapeake Bay bis Cape Lookout) von John White

- 27. April: Die Forscher Arthur Barlowe und Philip Amadas brechen im Auftrag von Sir Walter Raleigh zu einer Expedition in das Gebiet der Outer Banks im heutigen North Carolina auf und stoßen dabei auf Roanoke Island, das Wohngebiet der Roanoke-Indianer. Sie sind von der Landschaft und den sich dort bietenden Möglichkeiten begeistert und können zwei Pamlico-Indianer gewinnen, mit ihnen nach England zurückzukehren. Königin Elisabeth I. ist so angetan von dem Bericht der beiden Pioniere, dass sie Raleigh grünes Licht gibt, in der neuen Welt eine Kolonie zu gründen.

#### Asien
- Mai: Der siamesische Thronfolger Naresuan kündigt dem birmanischen König Nandabayin von Pegu die Vasallentreue. Anschließend beginnt ein weiterer Siamesisch-Birmanischer Krieg.

### Wirtschaft

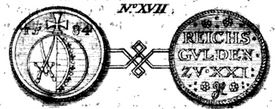
Reichsgulden zu 21 Groschen von 1584 aus der Münzstätte Dresden (Durchmesser 23 mm)

- In Kursachsen wird anlässlich der Doppelverlobung der beiden Töchter Kurfürst Augusts, Dorothea und Anna mit den Herzögen Heinrich Julius von Braunschweig und Johann Kasimir von Sachsen-Gotha Anfang Mai der Reichsgulden zu 21 Groschen geprägt.

### Wissenschaft und Technik
- Giordano Bruno veröffentlicht die Dialoge De l'infinito, universo e mondi (Zwiegespräche vom unendlichen All und den Welten).
- In Lucca wird eine wissenschaftliche Akademie gegründet, die Accademia Lucchese di Scienze, Lettere ed Arti.
- Graf Johann VI. von Nassau-Dillenburg gründet auf Drängen seines Bruders Wilhelm von Oranien in Herborn die Hohe Schule Academia Nassauensis.
- Sir Walter Mildmay gründet an der Stelle eines aufgelösten Dominikanerklosters das Emmanuel College in Cambridge.
- Der chinesische Mathematiker und Musikwissenschaftler Zhu Zaiyu berechnet die gleichstufige Stimmung mit Hilfe eines Systems neunstelliger Zahlen erstmal relativ genau.

### Kultur
- 13. September: Unweit Madrid wird der Real Sitio de San Lorenzo de El Escorial, das größte Renaissance-Bauwerk der Welt, fertiggestellt.
- Der indische Mogul Akbar I. führt in seinem Reich den Bengalischen Solarkalender ein.
- Die katholischen Gebiete der Eidgenossenschaft übernehmen die Kalenderreform durch den Gregorianischen Kalender.

### Gesellschaft
- Markgraf Ernst Friedrich von Baden-Durlach stiftet den Orden der blauen Binde.

### Religion

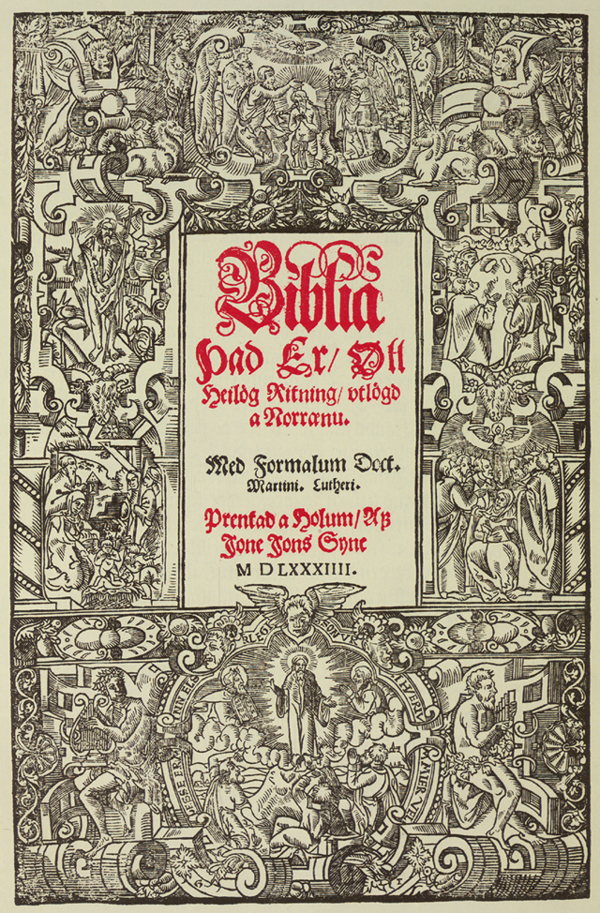
Die Guðbrandsbiblía von 1584

- Der isländische Bischof und Wissenschaftler Guðbrandur Þorláksson veröffentlicht die Guðbrandsbiblía, die erste vollständige Übersetzung der Bibel in die isländische Sprache.

## Historische Karten und Ansichten

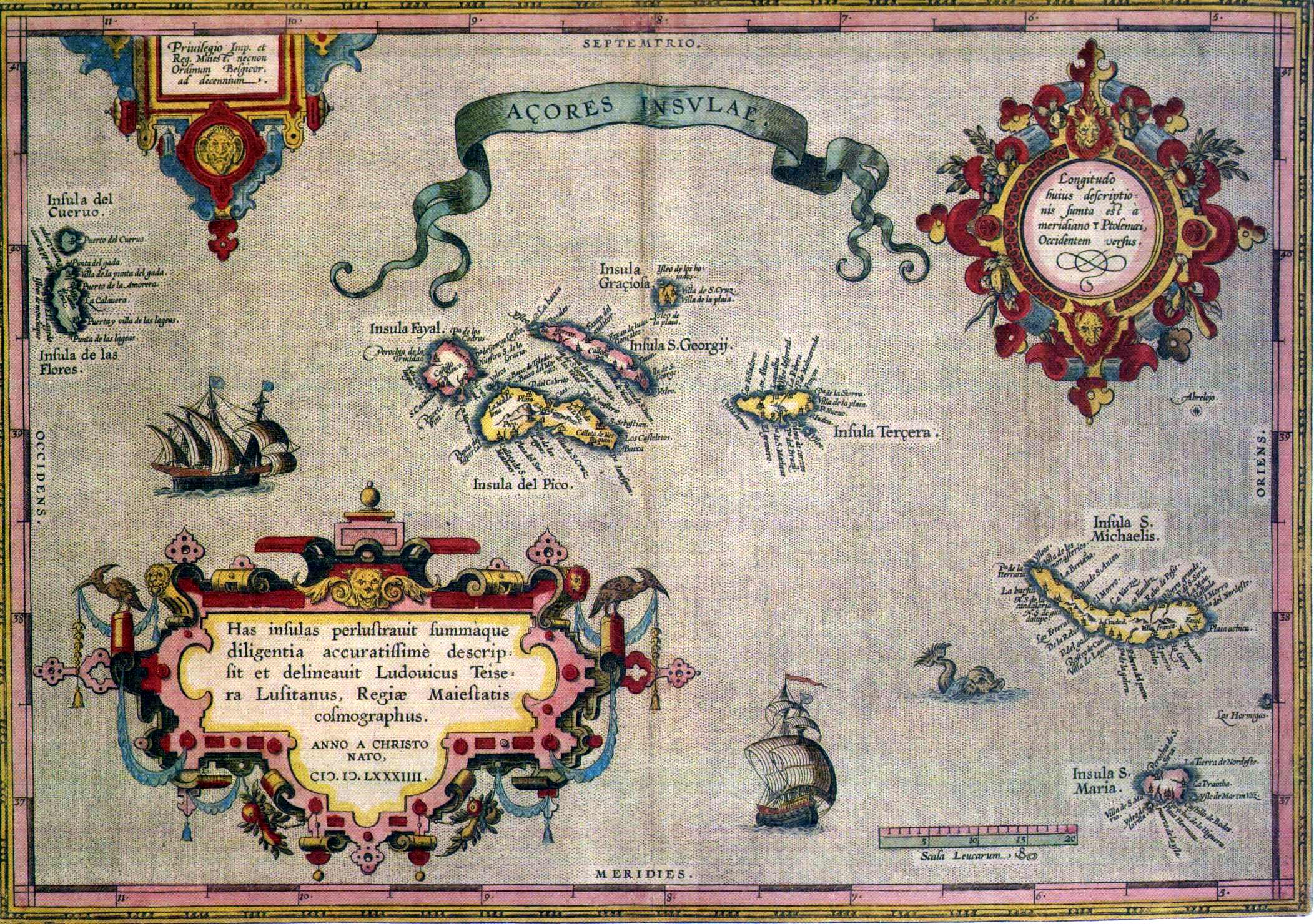
Abraham Ortelius: Karte der Azoren 1584
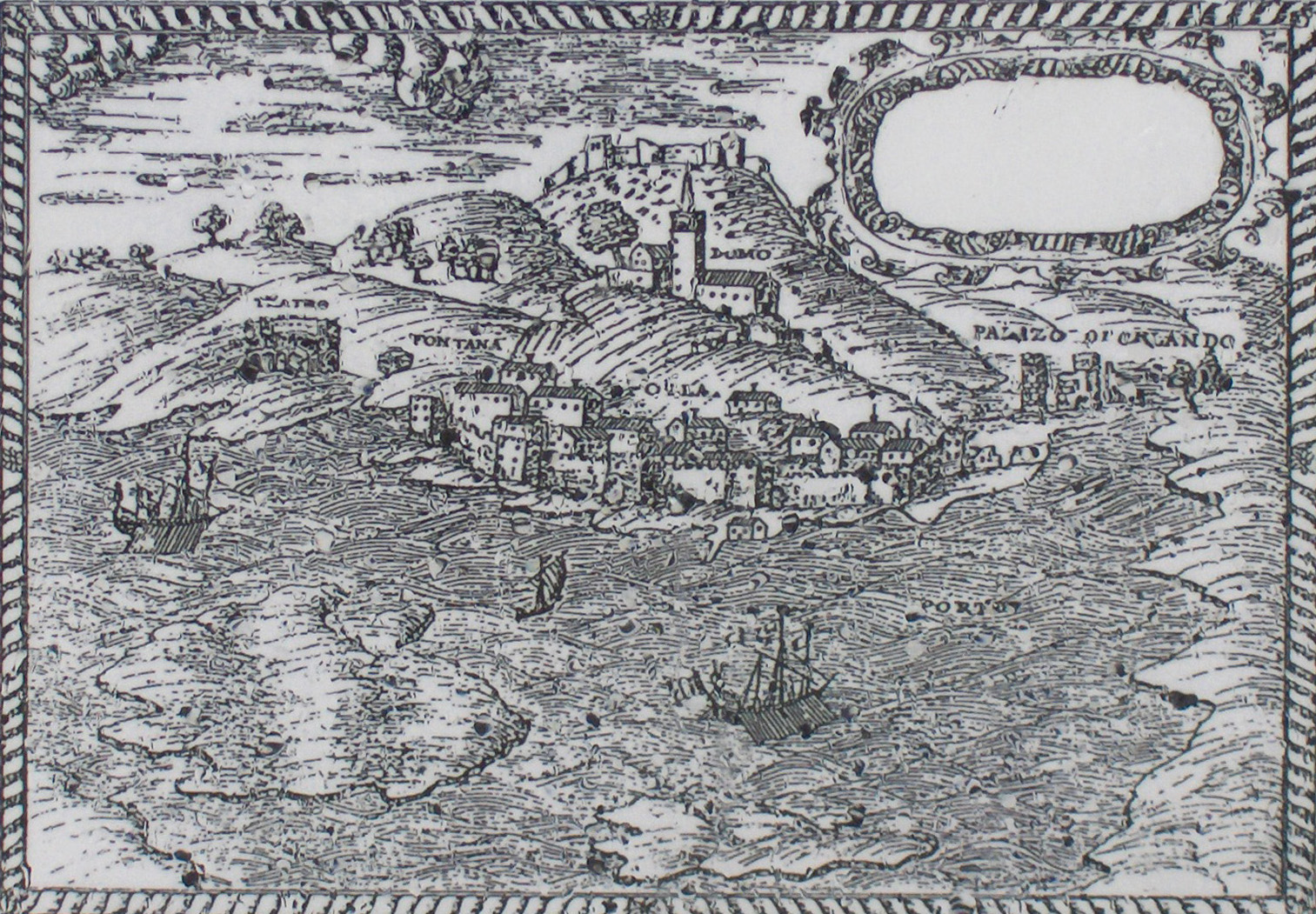
Pula 1584
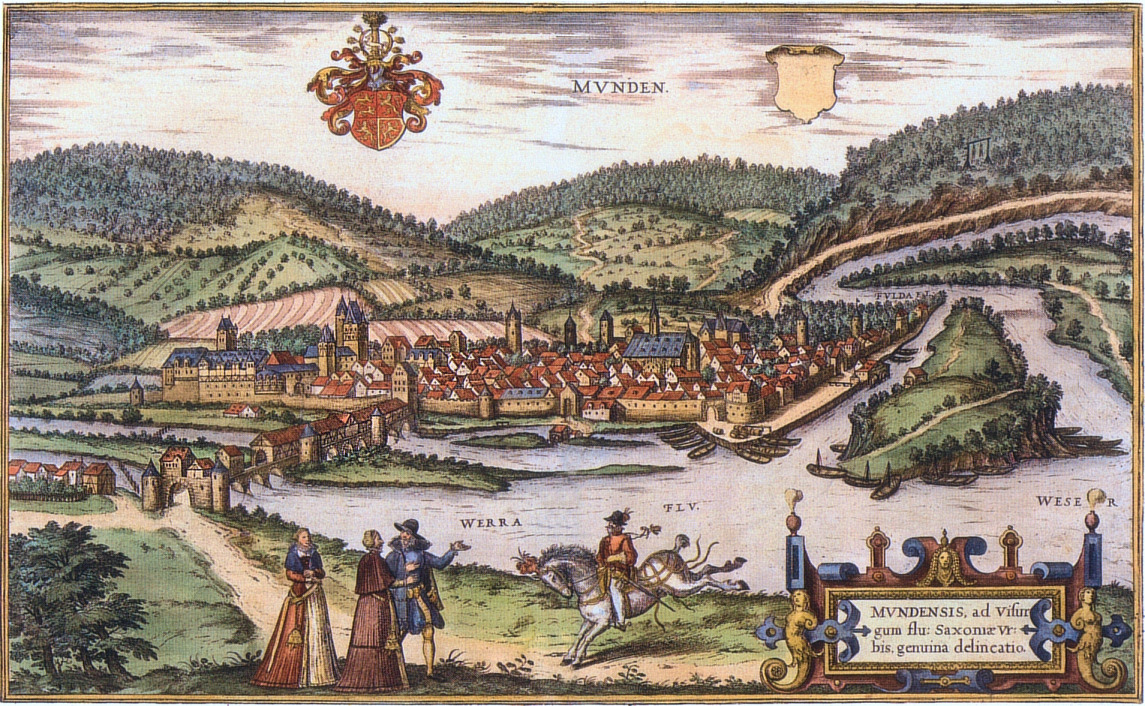
Frans Hogenberg: Münden 1584

## Geboren

### Januar bis Juli
- 01. Januar: Johann Camman, deutscher Jurist, Syndikus der Stadt Braunschweig und Büchersammler († 1649)
- 01. Januar: Agnes Cirksena, ostfriesische Prinzessin († 1616)
- 17. Januar: Diederich von dem Werder,  deutscher Übersetzer, Epiker und Kirchenlieddichter († 1657)
- 29. Januar: Friedrich Heinrich, Statthalter der Vereinigten Niederlande († 1647)
- 13. Februar: Wilhelm Heinrich von Bentheim-Steinfurt, Mitglied der Fruchtbringenden Gesellschaft, Graf, Domherr von Straßburg († 1632)
- 26. Februar: Albrecht VI., Herzog von Bayern-Leuchtenberg († 1666)
- 26. März: Johann II., Herzog von Pfalz-Zweibrücken († 1635)
- 15. April: Gebhard XXIII. von Alvensleben, Amtshauptmann von Beeskow, Storkow, Cottbus und Peitz († 1627)
- 15. April: Henning Cramer von Clausbruch, Handelsherr, Diplomat und Bürgermeister der freien Reichsstadt Goslar († 1646)
- 23. Mai: Maximilian von und zu Trauttmansdorff, österreichischer Adeliger und Politiker des Dreißigjährigen Krieges († 1650)
- 27. Mai: Michael Altenburg, deutscher Theologe und Komponist († 1640)
- 15. Juni: Anna Sophia, Prinzessin von Anhalt († 1652)
- 16. Juni: Maria von Österreich, Erzherzogin aus dem Hause Habsburg († 1649)
- 26. Juni: Johann von Ponickau, kaiserlicher Rat und Reichspfennigmeister des Ober- und Niedersächsischen Reichskreises († 1642)
- vor 9. Juli: Walter Aston, 1. Lord Aston of Forfar, englisch-schottischer Adliger und Diplomat († 1639)
- 10. Juli: Philipp Horst, deutscher Rhetoriker und Moralphilosoph († 1664)
- 17. Juli: Agnes, Prinzessin von Brandenburg, Herzogin von Pommern und Herzogin von Sachsen-Lauenburg († 1629)

### August bis Dezember
- 03. August: Johann von Ahlefeldt, Erbherr von Stendorf, Nüchel und Landrat († 1635)
- 11. August: Philipp Ernst zu Hohenlohe-Neuenstein, Graf zu Hohenlohe-Langenburg († 1628)
- 18. August: Johann Quistorp der Ältere, deutscher Theologieprofessor, Rektor der Universität Rostock († 1648)
- 24. August: Giovanni Andrea Ansaldo, italienischer Maler und Freskant († 1638)
- 29. August: Patrick Young, schottischer Gelehrter († 1652)
- 16. September: Francisco Correa de Arauxo, andalusischer Organist und Komponist († 1654)
- 25. September: Georg Rodolf Weckherlin, deutscher Dichter († 1653)
- 03. Oktober: Michael Wolf, deutscher Mathematiker, Physiker, Logiker und Metaphysiker († 1623)
- 16. November: Barbara Sophia von Brandenburg, Herzogin von Württemberg († 1636)
- 18. November: Gaspar de Crayer, flämischer Maler († 1669)
- 19. November: Katharina Wasa, schwedische Prinzessin und Herzogin von Zweibrücken († 1638)
- 16. Dezember: John Selden, englischer Universalgelehrter († 1654)
- 25. Dezember: Margarete von Österreich, Erzherzogin von Österreich, Königin von Spanien, Portugal, Neapel und Sizilien († 1611).
- 27. Dezember: Philipp Julius von Pommern, letzter Herzog von Pommern-Wolgast († 1625)

### Genaues Geburtsdatum unbekannt
- William Baffin, englischer Entdecker († 1622)
- David Bailly, niederländischer Maler († 1657)
- Antonio Cifra, italienischer Komponist († 1629)
- John Hales, englischer Theologe und Wissenschaftler († 1656)
- Theophilus Howard, 2. Earl of Suffolk, englischer Adeliger und Politiker († 1640)
- Miyamoto Musashi, japanischer Samurai († 1645)
- Samuel Nakielski, polnischer Chorherr und Priester († 1652)
- John Pym, Jurist und Wortführer der Parlamentspartei im englischen Unterhaus zur Zeit Karls I. von England († 1643)

## Gestorben

### Todesdatum gesichert
- 04. Januar: Tobias Stimmer, Schweizer Maler (* 1539)
- 15. Januar: Märta Eriksdotter Leijonhufvud, schwedische Adelige und Gutsherrin (* 1520)
- 29. Januar: Wolf von Schönberg, kursächsischer Feldherr und Beamter (* 1518)
- 30. Januar: Pieter Pourbus, niederländischer Maler (* 1523)
- 03. Februar: Bernal Díaz del Castillo, spanischer Konquistador und Chronist (* 1495 oder 1496)
- 19. Februar: Detmar Kenckel, Bremer Bürgermeister (* 1513)
- 28. März: Iwan IV. „der Schreckliche“, Großfürst von Moskau und Zar von Russland (* 1530)
- 20. April: John Finch, katholischer Märtyrer aus England (* 1548)
- 20. April: Maximilian Mörlin, evangelischer Theologe und Reformator (* 1516)
- 27. April: Mikołaj Radziwiłł Rudy, Großkanzler und Großhetman von Litauen (* 1512)
- 10. Mai: Luigi Cornaro, Kardinal der römisch-katholischen Kirche und Erzbischof von Zadar (* 1517)
- 16. Mai: Georg Agricola, Bischof von Lavant und Bischof von Seckau
- 10. Juni: François-Hercule de Valois, Herzog von Alençon jüngster Sohn des französischen Königs Heinrich II. (* 1555)
- 14. Juni: Abraham Buchholzer, evangelischer Theologe, Pädagoge und Historiker (* 1529)
- 25. Juni: Ulrich Fugger, deutscher Humanist (* 1526)
- 10. Juli: Francis Throckmorton, Verschwörer gegen Elizabeth I. von England (* 1554)
- 10. Juli: Wilhelm I., Fürst von Oranien, Führer im niederländischen Unabhängigkeitskrieg gegen Spanien (* 1533)
- 12. Juli: Stephen Borough, englischer Seefahrer und Entdecker (* 1525)
- 13. Juli: Armgard, Gräfin von Rietberg (* 1555/56)
- 20. Juli: Elisabeth von Regenstein-Blankenburg, 29. Äbtissin des Reichsstiftes von Quedlinburg (* 1542)
- 24. Juli: Johann Sagittarius, deutscher evangelischer Theologe (* 1531)
- 01. August: Marcantonio Colonna, Admiral und Vizekönig von Sizilien (* 1535)
- 12. August: Carlo Sigonio, italienischer Humanist und Historiker (* 1524)
- 18. September: Petrus Medmann, deutscher Theologe und Diplomat der Reformationszeit (* 1507)
- 24. September: Adam Siber, deutscher Humanist und Pädagoge (* 1516)
- 17. Oktober: Paul Mathesius, deutscher lutherischer Theologe (* 1548)
- 03. November: Karl Borromäus, italienischer Kardinal, katholischer Heiliger (* 1538)
- 17. November: Erich II. von Calenberg-Göttingen, Herzog von Braunschweig-Lüneburg und Söldnerführer (* 1528)
- 27. November: Christoph Walther II, deutscher Bildhauer (* 1534)
- 13. Dezember: Jean d’Amboise, französischer Chirurg (* 1514)
- 17. Dezember: Matthäus Blöchinger, deutscher Mathematiker, Philologe und lutherischer Theologe (* 1520)

### Genaues Todesdatum unbekannt
- Paolo Antonio del Bivi, italienischer Komponist (* 1508)

### Gestorben um 1584
- Andrzej Trzecieski, polnischer Dichter (* um 1525 oder 1530)